# İbrahim Dağaşan
İbrahim Dağaşan (Angers, 15 giugno 1984) è un allenatore di calcio ed ex calciatore turco, di ruolo centrocampista.

## Caratteristiche tecniche
Mediano, può giocare anche da interno di centrocampo.